# 亞爾科沃區

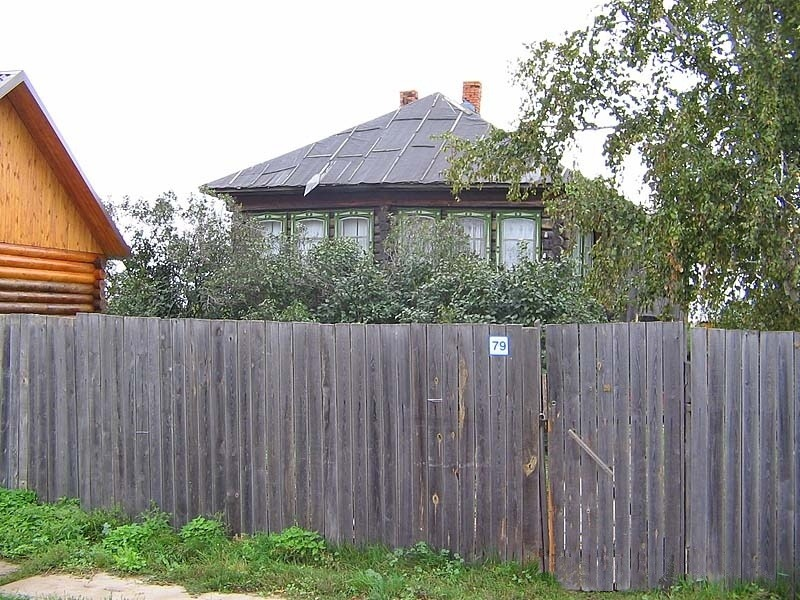

亞爾科沃區（俄语：Ярковский район），是俄羅斯的一個區，位於該國南部，由秋明州負責管轄，面積6,656平方公里，2010年該區人口23,184，人口密度每平方公里3.48人。